# Acidobazni status
Acidobazni status (ABS) jedan je od pokazatelja stanja arterijske krvi koji su ključni za preživljavanje kritičnih pacijenata. Krv čoveka i njena pH vrednost od posebnog su značaja za održavanje homeostaze zahvaljujući nizu pufera u čovekovom organizmu.
Održavanje normalne koncentracije vodonikovih jona u ekstracelularnoj tečnosti predstavlja jedan od osnovnih homeostatskih mehanizama u organizmu. Normalan acidobazni status uključuje kolebanja pH vrednosti ekstracelularne tečnosti od 7,35—7,45, dok je intracelularni pH u granicama 6,0—7,4.

## Pojmovi
pH vrednost
pH vrednost je mera aktivnosti vodonikovih jona (H+) u rastvoru i na taj način određuje da li je dati rastvor kiselog ili baznog karaktera. pH vrednost je bezdimenziona veličina i za poređenje se koristi pH skala koja obuhvata vrednosti od 0 do 14. Za kisele rastvore pH vrednost je manja od 7 (pH < 7,0), a za bazne je veća od 7 (pH > 7,0).
Acidoza i acidemija
Poremećaji acidobaznog statusa u kojima je koncentracija vodonikovih jona (H+) povećana i time pH snižena označava se kao acidoza, dok se promene u krvnoj plazmi označavaju kao acidemija.
Alkaloza i alkalemija
Poremećaji acidobaznog statusa u kojima je koncentracija vodonikovih jona (H+) smanjena, a pH povećana označava se kao alkaloza, a promene u krvnoj plazmi alkalemija.
Puferi
Pufer je rastvor koji se prilikom dodatka male količine kiseline ili baze, ili prilikom razblaženja, opire promenama u koncentraciji hidronijum i hidroksidnih jona, pa samim tim i održava konstantnu vrednost pH.
U organizmu čoveka postoji veliki broj pufera koji kontrolišu pH vrednost, koja zavisi od koncentracije H jona. Vrednost pH predstavlja potenciju vodonika (potentiohydrogeni), u kome je:
{\displaystyle \mathrm {pH} =\mathrm {p} K_{\mathrm {a} ~\mathrm {H} _{2}\mathrm {CO} _{3}}+\log _{10}\left({\frac {[\mathrm {HCO} _{3}^{-}]}{[\mathrm {H} _{2}\mathrm {CO} _{3}]}}\right),}
gde je:
- pH — negativni logaritam (ili kologaritam) molarne koncentracije jona vodonika u ECF. On pokazuje inverznu kiselost u ECF-u: što je pH niži, to je veća kiselost rastvora.
- pKa H2CO3 — kologaritam konstante disocijacije ugljene kiseline. Jednako je 6.1.
- [HCO–3] — molarna koncentracija bikarbonata u krvnoj plazmi
- [H2CO3] — molarna koncentracija ugljene kiseline u ECF-u.[7][8]

Međutim, s obzirom da je koncentracija ugljen-kiseline direktno proporcionalna parcijalnom pritisku ugljen-dioksida (PCO2) u ekstracelularnoj tečnosti, jednačina se može prikazati na sledeći način:
{\displaystyle \mathrm {pH} =6.1+\log _{10}\left({\frac {[\mathrm {HCO} _{3}^{-}]}{0.0307\times P_{\mathrm {CO} _{2}}}}\right),}
gde je:
- pH — negativni logaritam molarne koncentracije jona vodonika u ECF-u, kao i ranije.
- [HCO–3] — molarna koncentracija bikarbonata u plazmi
- PCO2 — parcijalni pritisak ugljen dioksida u krvnoj plazmi.

što u fiziologiji znači da pH vrednost raste sa padom koncentracije  jona, a pada sa rastom koncentracije  jona.
Puferi se mogu podeliti na intracelularne i ekstracelularne, mada je najbitnija podela pufera na bikarbonatne i druge pufere.
Bikarbonatni piferi pufer (HCO3/CO2) je pufer čiji je metabolizam kontrolisan od strane pluća (disanja), bubrega i jetre, dok su drugi od onih od posebnog značaja: fosfatni, proteinski i hemoglobinski.
Postoji još pufera, ali su njihove koncentracije u organizmu čoveka skoro zanemarljive.

## Patofiziologija poremećaja acidobaznog statusa
Acidobazna ravnoteža predstavlja jedan od važnih činilaca homeostatskih mehanizama unutrašnje sredine koji omogućavaju dinamičku ravnotežu između H i OH jona.
Stabilna koncentracija H-jona u telesnim tečnostima jedan je od važnih preduslova za:
- Normalno funkcionisanje organizma;
- Normalno odvijanje metaboličkih procesa u ćelijama tkiva;
- Održavanje fizičko-hemijskog stanja koloidnih rastvora;
- Sposobnost hemoglobina da odaje kiseonik;
- Aktivnost enzimskih sistema koji pokazuju optimalna dejstva u telesnim tečnostima samo u određenoj koncentraciji H-jona.

Intenzitet metaboličkog procesa u organizmu utiče na nastanak promena u odnosima između kiselih i baznih ekvivalenata. Ukoliko je prisutna uspešna regulacija acidobazne ravnoteže, ona dozvoljava da se dnevno iz organizma eliminiše onoliko kiselih, odnosno baznih, ekvivalenata, koliko se i stvori u toku 24 časa. Tada se pH krvi održava u granicama vrlo niskih, srednjih vrednosti - 7,4 (ili u rasponu između 7,35 i 7,45).
Slabo izražene promene vrednosti pH za svega 0,3 do 0,4 jedinice, na bilo koju stranu, dovode do značajnih poremećaja, koji dovode do urgentnih medicinskih stanja.
Razvrstavanje osnovnih poremećaja acidobazne ravnoteže zasnovano je na primarnim promenama koje zahvataju metaboličku ili respiratornu komponentu. Kod metaboličke acidoze ili alkaloze primarna promena nalazi se u metaboličkoj komponenti, a kod respiratorne acidoze ili alkaloze u respiratornoj komponenti (smanjena ili povećana alveolarna ventilacija).
Klinička procena acidobaznog stanja zahteva prikupljanje podataka za sledeće tri vrednosti u organizmu:

## Poremećaji acidobazne ravnoteže
Acidobazni disbalans izražava se sledećim osnovnim poremećajima acidobazne ravnoteže: metaboličkom acidozom, metaboličkom alkalozom, respiratornom acidozom i respiratornom alkalozom.

### Metabolička acidoza
Metabolička acidoza je najčešći tip acidobaznog poremećaja koji se karakteriše viškom H–jona, niskim pH vrednostima plazme, smanjenom koncentracijom bikarbonata (< 24 mmol/l).
Bazni učinak, koji je osnova metaboličke acidoze, izazvan je jednim od dva osnovna mehanizma: gubitak baze i prekomerno stvaranje kiselina.
Gubitak baza
Bikarbonati se iz tela mogu ukloniti crevnom sekrecijom i izlučivanjem mokraće (urina). Najčešća klinička stanja kod kojih se javlja gubitak baza su:
- Hronične crevne opstrukcije;
- Pankreatične fistule;
- Tumori debelog creva sa mukoznom sekrecijom;
- Hronične bubrežne bolesti.

Prekomerno stvaranje kiselina
Prekomerno stvaranje kiselina je obično rezultat poremećaja u metabolizmu ugljenih hidrata ili posledica tkivne anoksije izazvane slabom perfuzijom tkiva (srčani arest, embolija, hipotenzija, infuzija kateholamina) ili perfuzijom krvi koja sadrži jako malo kiseonika da bi zadovoljila metaboličke zahteve (respiratorna depresija, apneja ili udisanje hipoksičnih mešavina).
Kao posledica nepotpunog metabolizma stvaraju se mlečna i piruvična kiselina, a pošto se one puferizuju bikarbonatima, dolazi do gubitka baza. Prema istraživanjima, smatra se da je –jon iz mlečne kiseline odgovoran za najveći broj metaboličkih acidoza.

### Metabolička alkaloza
Metabolička alkaloza stanje je kod kojeg postoji deficit –jona, što utiče na porast pH vrednosti, koji je u tom slučaju veći od 7,42, a  plazme veći od 29 mmol/l.
Vrednosti K i Cl u plazmi su najvećem broju slučajeva snižene.

#### Uzroci metaboličke alkaloze
Najčešći uzroci metaboličke alkaloze su:
- Gubitak HCl povraćanjem želudačne drenaže;
- Smanjena diureza (izmokravanje) i retencija (zadržavanje) Na;
- Hronična oboljenja potencirana prethodnim deficitom kalijuma (K);[18]
- Ordiniranje diuretika i gubitak K i Cl putem bubrega;
- Kombinovana hipohloremija i hipokalkaloza sa kiselm mokraćom, što je čest nalaz u postoperativnom toku sa gastrointestinalnom (želudačnocrevnom) drenažom;
- Primena kortikosteroida u tearpiji;
- Metabolička alkaloza jatrogeno uzrokovana zbog suvišnog davanja bikarbonata u toku lečenja.

### Respiratorna acidoza
Respiratorna acidoza je patološki proces, koji nastaje nakon smanjenja alveolarne ventilacije u odnosu na metaboličku produkciju (ugljen-dioksid). Kod ove vrste poremećaja acidobaznog statusa postoji porast koncentracije –jona i smanjenje pH vrednosti izazvano povećanjem  i  (pH < 7,38, a  > 45 mmHg), ili zbog razvoja pozitivnog bilansa ugljen-dioksida, dolazi do hiperkapnije, PH arterijske krvi se smanjuje, povećana je koncentracija jona vodonika a plazmotski bikarbonati se različito povećavaju.
Ugljena kiselina (H2CO3) ili „respiratorna kiselina” je termin koji se obično koristi da označi ugljen-dioksid. Ali sam CO2 nije kiselina u Bronsted-Lovri sistemu jer ne sadrži vodonik, tako da ne može biti donor protona. Međutim CO2 se umesto toga smatra prekursorom koji može da stvori ekvivalentne količine ugljene kiseline. Ugljen-dioksid je krajnji proizvod potpune oksidacije ugljenih hidrata i masnih kiselina, i zove se i isparljiva kiselina jer u ovom kontekstu može da se izlučuje preko pluća. Nužno, s obzirom na količine stvoremog gasa u procesu disanja, u organizmu, mora postojati efikasan sistem za brzo eliminaciju CO2, jer su svakodnevno proizvedena količina CO2 ogromna u odnosu na količinu proizvodnje fiksnih kiselina, jer bazalna proizvodnja CO2 na dnevnom nivou obično iznosi 12.000 do 13.000 mmola / dnevno.
Dnevna proizvodnja CO2 može se izračunati iz dnevne metaboličke proizvodnje vode. Kompletna oksidacija glukoze proizvodi jednake količine CO2 i H20. Takođe kompletna oksidacija masti proizvodi približno jednake količine CO2 i H2O takođe. Ova dva procesa su sve u proizvodnji CO2 u telu. Standardno količina, ovako stvorene metaboličke voda je oko 400 mls dnevno, što je 22,2 mola (npr 400/18) vode, dok tpična produkcija CO2 mora biti oko 22,200 mmol.

#### Tok poremećaji u respiratornoj acidozi
- plazme u akutnoj fazi nije promenjena, ali raste sa kompenzaciom;
- Pošto je  isparljiv gas, njegova koncentracija je pod kontrolom respiratornog sistema;
- Organizmu je stvarno nemoguće da stvori tako mnogo , da  bude povećan na nerespiratornoj osnovi;
- Pošto je  jedina velika komponenta puferskog sistema koja je pod respiratornom kontrolom, povećanje pCO2 teži da podigne koncentraciju –jona. Zato povećanje  ima za posledicu respiratornu acidozu.[19]

#### Uzroci respiratorne acidoze
| Uzroci                                    | Poremećaji |
| ----------------------------------------- | --- |
| Opstruktivna respiratorna insuficijencija | - Opstruktivni emfizem - Teži hronični bronhitis - Teža hronična astma |
| Restriktivna respiratorna insuficijencija | Insuficijencija respiratornog centra - oboljenja mozga - lekovi - oksigena terapija - primarna alveolarna hipoventilacija Oslabljena funkcija disajne muskulature - neurološka oboljenja - mišićna oboljenja Oboljenja zida grudnog koša - kifoskolioza - ekstremna gojaznost |
| Hipovolemija u anesteziji                 | |
| Smanjena ventilacija pluća                | - Masivni pneumotoraks - Teži pneumonit ili edem |
| Vensko-arterijski šantovi                 | - Lokalizovani u slabo ventiliranim delovima pluća. |
| Atelektaze                                | |

### Respiratorna alkaloza
Respiratorna alkaloza je stanje sa primarnim smanjenjem  i  što povećava pH vrednost krvi iznad 7,42. Uzrok ovog poremećaja je povećana ventilacija pluća sa smanjenjem normalnog alveolarnog  (< 33 mmHg).
U početku, kod respiratorne alkaloze nema promena u sadržaju  u plazmi BE ≤ zbog kompenzatorne metaboličke acidoze. Manja pH vrednost ukazuje na respiratorno poreklo alkaloze.

#### Uzroci respiratorne alkaloze
Uzroci respiratorne alkaloze mogu biti patološka i fiziološka stanja.
Patološkim stanjima izazvana respiratorna alkaloza.
- Povećana temperatura, groznica (naročito ako je udružena sa infekcijom pluća);
- Strah od bolova;
- Insuficijencija jetre sa povećanim vrednostima amonijuma u krvi.

Fiziološka respiratorna alkaloza
Ovaj tip respiratorne alkaloze javlja se kod osoba koje se penju na velike visine. Smanjena koncentracija kiseonika u udahnutom vazduhu stimuliše disanje, zbog čega se više gubi ugljen-dioksid, pa nastaje blaga respiratorna alkaloza.

## Terapija
| Vrsta alkaloze/acidoze | Mere i postupci u terapiji |
| ---------------------- | --- |
| Metabolička acidoza    | - Otkloniti uzrok metaboličke acidoze - Povećati smanjene rezerve - Suzbiti hiperkalemiju - Učiniti sve napore da se alkalna rezerva plazme održi na ili iznad 15 mmol/l, a najbolji lek za to je . - Količina bikarbonata potrebna za korekciju acidoze izračunava se po „ASTRUPU“ (TT(KG/x 0,3) x (). - Posebnu pažnju u terapiji zaslužuje metabolička acidoza kod trovanja ugljen-dioksidom, kada je u roku od 1 < 7,0, što je samo po sebi dovoljno da izazove fibrilaciju srca. NapomenaUspešna reanimacija srčanog zastoja se teško može postići bez prethodne korekcije metaboličke acidoze                     |
| Metabolička alkaloza   | - Korekcija uzroka - Davanje i kod alkaloze izazvane gubitkom istih. |
| Respiratorna acidoza   | Što pre prepoznati nedovoljnu ventilaciju pluća (pre nastanka cijanoze) - nemir - porast krvnog pritiska i pulsa - kasnije hipotenzija Najefikasnija terapijska mera je - oslobađanje disajnih puteva - potpomaganje respiracije - oksigena terapija Rešiti osnovni uzrok koji je doveo do hipoventilacije - Primena ventilatora je jedna od važnijih terapijskih mera - Od lekova koji se koriste za lečenje respiratorne acidoze primeniti: salicilate (povećavaju osetljivost disajnog centra na ugljen-dioksid) Ostalo - isključiti pneumotoraks - isključiti bronhijalnu opstrukciju - misliti na atelektazu |
| Respiratorna alkaloza  | - Kod pacijenata sa izraženom hiperventilacijom, smanjiti disajni volumen i dodati mrtvi prostor (disanje u papirnu vreću) |

## Literatura
- Deetjen, Speckmann: Physiologie, 3. izdanje, Urban & Fischer bei Elsevier. Alzheimer, Christian (2004). Physiologie. Elsevier, Urban & Fischer. ISBN 978-3-437-41317-9.
- Sander, Friedrich F.: Der Säure-Basenhaushalt des menschlichen Organismus, Hippokrates Verlag, Stuttgart 1999
- Silbernagl, S., Despopoulos, A.: Taschenatlas der Physiologie, 7. izdanje., Thieme. Silbernagl, Stefan; Despopoulos, Agamemnon (2007). Taschenatlas Physiologie. Georg Thieme Verlag. ISBN 978-3-13-567707-1.

## Spoljašnje veze
- Acidobazna fiziologija (језик: енглески)

|  | Molimo Vas, obratite pažnju na važno upozorenje u vezi sa temama iz oblasti medicine (zdravlja). |